# Peter Paufler
Peter Michael Paufler (* 18. Februar 1940 in Dresden) ist ein deutscher Physiker und Kristallograph. Er war bis zu seiner Emeritierung 2005 Professor für Kristallographie an der TU Dresden.

## Leben
Paufler legte 1958 sein Abitur an der Oberschule Dresden-Süd ab. Er studierte ab 1958 an der Technischen Hochschule Dresden und schloss sein Studium 1963 mit dem Diplom ab. Die Diplomarbeit war der Züchtung von Einkristallen intermetallischer Verbindungen gewidmet. Im Jahr 1967 wurde er summa cum laude bei Gustav Ernst Robert Schulze promoviert (Zur Plastizität intermetallischer Verbindungen, insbesondere von MgZn2). Ab 1963 war er wissenschaftlicher Assistent und ab 1967 Oberassistent am Institut für Röntgenkunde und Metallphysik der TU Dresden. Im Jahr 1970 wurde er Hochschuldozent für Experimentalphysik an der TU Dresden und 1978 ordentlicher Professor für Kristallographie an der Universität Leipzig. Von 1992 bis zu seiner Emeritierung 2005 war er Professor für Kristallographie am Institut für Strukturphysik der TU Dresden, von 1991 bis 1993 wirkte er an der TU Dresden zudem als Prodekan für Physik.
Im Jahr 1970 war er zu einem Forschungsaufenthalt in Grenoble, 1972/2 an der Lomonossow-Universität und mehrfach in den 1970er Jahren am Kernforschungsinstitut in Dubna am Labor für Neutronenphysik.
Er veröffentlichte über 240 wissenschaftliche Arbeiten, insbesondere mit dem Zusammenhang von Struktur und physikalischen Eigenschaften intermetallischer Verbindungen, mit Quasikristallen, Borosilikaten, Nanohärte, Nanovielfachschichten und Anisotropie der physikalischen Eigenschaften von Kristallen.
Von 1990 bis 2006 war er Mitherausgeber der Zeitschrift für Kristallographie, ab 2005 von Acta Crystallographica und ab 1975 von Crystal Research and Technology.

## Ehrungen und Mitgliedschaften
Paufler ist seit 1998 ordentliches Mitglied der Sächsischen Akademie der Wissenschaften zu Leipzig und Mitglied der Deutschen Akademie der Naturforscher Leopoldina in Halle (Saale).
Die Deutsche Gesellschaft für Kristallographie verlieh ihm 2005 die Carl-Hermann-Medaille und 2014 die Ehrenmitgliedschaft.
Im Jahr 2006 wurde er Ehrenmitglied der Deutschen Mineralogischen Gesellschaft sowie Ehrendoktor der Naturwissenschaften der Universität Leipzig.
Das 1977 gefundene, 2005 beschriebene und anerkannte neue Mineral Pauflerit erhielt ihm zu Ehren seinen Namen.

## Schriften
- Physikalische Kristallographie. VCH, Weinheim 1986, ISBN 3-527-26454-X.
- Phasendiagramme. Vieweg, Braunschweig u. a. 1982, ISBN 3-528-06865-5.
- mit Gustav E. R. Schulze: Physikalische Grundlagen mechanischer Festkörpereigenschaften (= Wissenschaftliche Taschenbücher. Bd. 229 und 238, ISSN 0084-098X). 2 Bände. Akademie-Verlag, Berlin 1978.
- als Herausgeber: Gustav E. R. Schulze: Beiträge zur Entwicklung der Metallphysik (= Wissenschaftliche Taschenbücher. Bd. 175). Akademie-Verlag, Berlin 1977.
- mit Dieter Leuschner: Kristallographische Grundbegriffe der Festkörperphysik (= Wissenschaftliche Taschenbücher. Bd. 156). Akademie-Verlag, Berlin 1975.